# Massimo Belardinelli
Massimo Belardinelli (né le 5 juin 1938  et mort le 31 mars 2007) est un dessinateur italien de bandes dessinées.